# Azerbaijan
Azerbaijan (phiên âm tiếng Việt: A-déc-bai-gian hoặc A-déc-bai-dan, tiếng Azerbaijan: Azərbaycan), tên gọi chính thức là Cộng hòa Azerbaijan, là một quốc gia nằm tại khu vực Tây Á và thuộc vùng Kavkaz của lục địa Á-Âu, Azerbaijan giáp với biển Caspi ở phía đông, Nga ở phía bắc, Gruzia ở phía tây bắc, Armenia ở phía tây và Iran ở phía Nam. Ngoài ra, trong cơ cấu lãnh thổ của Azerbaijan có Cộng hoà Tự trị Nakhchivan. Nakhchivan giáp biên giới với Armenia ở phía bắc và phía đông, Iran ở phía nam và phía tây cùng Thổ Nhĩ Kỳ ở phía tây bắc, đây là một vùng lãnh thổ bị tách rời khỏi nước này còn vùng đất Nagorno-Karabakh ở phía tây nam thì bị Armenia chiếm đóng vào năm 1991 nhưng giành lại quyền kiểm soát vào năm 2023.
Người Azerbaijan (hay còn gọi đơn giản là Azeris) là nhóm sắc tộc chiếm đại đa số, khoảng 85% theo truyền thống trung thành với dòng Hồi giáo Shi'a, số còn lại là tín đồ dòng Hồi giáo Sunni, các nhóm tôn giáo còn lại bao gồm Giáo hội Chính thống giáo Nga (1.3%), Tông đồ Armenia (1.3%) và những tôn giáo thiểu số khác (5%).
Azerbaijan là một nền dân chủ hoàn chỉnh với các quyền tự do đầy đủ. Azerbaijan là một quốc gia thế tục, thành viên của Hội đồng châu Âu, Ngân hàng Phát triển châu Á, Khối thịnh vượng chung các Quốc gia Độc lập từ năm 1991, đối tác trong Chính sách Láng giềng châu Âu của Liên minh châu Âu (EU) từ năm 2006, Đối tác vì Hoà bình và Đối tác Cá nhân Kế hoạch Hành động của NATO.

## Từ nguyên
Địa danh Azerbaijan được cho là bắt nguồn từ Atropates, tên của vị Satrap (tổng trấn) Media dưới thời đế chế Achaemenid, người đã cai trị một vùng tại Iran Azarbaijan hiện đại được gọi là Atropatene. Cái tên Atropate có lẽ bắt nguồn từ tiếng Ba Tư cũ, có ý nghĩa là "được bảo hộ bởi lửa [thiêng]." Cái tên này cũng được đề cập trong Frawardin Yasht Avesta: âterepâtahe ashaonô fravashîm ýazamaide dịch nghĩa là: Chúng ta thờ cúng Fravashi của Atare-pata linh thiêng.

## Lịch sử
Những người dân định cư sớm nhất được biết tại Azerbaijan ngày nay là người Albania Kavkaz, một tộc người nói ngôn ngữ Kavkaz có lẽ đã tới vùng này trước những sắc tộc cuối cùng sẽ chinh phục vùng Kavkaz. Theo lịch sử Azerbaijan từng là nơi sinh sống của nhiều bộ tộc, gồm Ba Tư, Armenia, Hy Lạp, La Mã, Ả Rập, Turk, Mông Cổ và Nga.
Ngôn ngữ Turkic xuất hiện ở vùng Azerbaijan như kết quả của cuộc di cư vĩ đại của người Turk tới Tiểu Á ở thế kỷ XI.
Vương quốc đầu tiên xuất hiện trên lãnh thổ ngày nay là Cộng hoà Azerbaijan là Mannae ở thế kỷ thứ IX trước Công Nguyên, tồn tại đến tận năm 616 trước Công Nguyên khi nó trở thành một phần của Đế chế Median, sau này sẽ trở thành một phần của Đế chế Ba Tư năm 549 trước Công Nguyên. Lãnh thổ phó vương Albania Kavkaz được thành lập ở thế kỷ thứ IV trước Công Nguyên và gồm xấp xỉ những lãnh thổ ngày nay là quốc gia Azerbaijan cùng những phần phía nam Dagestan.
Đạo Hồi nhanh chóng phát triển trong vùng Azerbaijan sau những cuộc chinh phục của người Ả Rập trong thế kỷ thứ bảy và thứ tám. Sau khi quyền lực của Khalifate Ả Rập suy tàn, nhiều quốc gia bán độc lập được thành lập, vương quốc Shirvanshah là một trong số đó. Ở thế kỷ XI, lực lượng chinh phục Seljuk Turks trở thành lực lượng hùng mạnh tại Kavkaz và dẫn tới việc thành lập một Azerbaijanis tạm thời theo ngôn ngữ. Ở thế kỷ XIII và XIV, đất nước này phải chịu những cuộc xâm lược Mông Cổ-Tatar.
Sau triều đại Safavid, Azerbaijan trải qua một giai đoạn phân chia phong kiến ngắn ở giữa thế kỷ XVIII tới đầu thế kỷ XIX, và gồm các vương quốc độc lập dưới quyền các khan. Sau hai cuộc chiến giữa Đế chế Iran Qajar, cũng như Ganja, Guba, Baku và các vương quốc Khan độc lập khác cùng Đế chế Nga, vùng Kavkaz bị người Nga chiếm đóng theo Hiệp ước Gulistan năm 1813, và Hiệp ước Turkmenchay năm 1828, và nhiều hiệp ước khác trước đó giữa các Sa hoàng Nga và các Khan trong thập kỷ đầu tiên của thế kỷ XIX. Năm 1873, dầu mỏ được tìm thấy tại thành phố Baku, thủ đô tương lai của Azerbaijan. Tới đầu thế kỷ XX hầu như một nửa lượng dầu cung cấp trên thế giới bắt nguồn từ Azerbaijan.
Sau sự sụp đổ của Đế chế Nga trong Chiến tranh thế giới thứ nhất, Azerbaijan cùng Armenia và Georgia trở thành một phần của Cộng hòa Dân chủ Liên bang Zakavkaz có thời gian tồn tại ngắn ngủi. Khi nước Cộng hòa giải tán tháng 5 năm 1918, Azerbaijan tuyên bố độc lập với cái tên Cộng hòa Dân chủ Azerbaijan. Cộng hòa Dân chủ Azerbaijan là chế độc Cộng hòa Hồi giáo nghị viện đầu tiên trên thế giới và chỉ tồn tại trong 2 năm, từ 1918 tới 1920, khi các lực lượng Hồng Quân Xô viết xâm chiếm Azerbaijan. Tháng 3 năm 1922, Azerbaijan, cùng Armenia và Gruzia, trở thành một phần của Transcaucasian SFSR bên trong Liên bang Xô viết mới được thành lập. Năm 1936, TSFSR bị giải tán và Azerbaijan trở thành một nước Cộng hòa thuộc Liên bang Xô viết với cái tên Cộng hòa Xã hội chủ nghĩa Xô viết Azerbaijan.
Trong Chiến tranh thế giới thứ hai, Phát xít Đức xâm lược Liên bang Xô viết. Mục tiêu chủ yếu trong Chiến dịch Edelweiss của Adolf Hitler là chiếm thủ đô Baku giàu dầu mỏ của Azerbaijan. Vì nỗ lực chiến tranh, những người thợ dầu khí Xô viết bị buộc làm việc không nghỉ còn các công dân khác đi đào hầm hào cùng các vật cản chống tăng nhằm ngăn cản nguy cơ một cuộc tấn công của quân thù. Tuy nhiên, chiến dịch Edelweiss đã không thành công. Quân đội Đức ban đầu bị kìm chân tại những dãy núi vùng Kavkaz, sau đó bị đánh bại hoàn toàn trong Trận Stalingrad.
Năm 1990, người Azerbaijan tập hợp lực lượng phản đối quyền quản lý Xô viết và thúc đẩy giành độc lập. Những cuộc biểu tình đã bị người Xô viết can thiệp đàn áp dã man trong cái mà hiện họ gọi là Tháng 1 Đen. Năm 1991, Azerbaijan tái lập quyền độc lập sau sự sụp đổ của Liên bang Xô viết. Những năm đầu độc lập bị bao phủ bóng đen bởi một cuộc chiến tranh với Armenia và những người Armenia ly khai về vùng Nagorno-Karabakh. Dù đã có một thỏa thuận ngừng bắn từ năm 1994, Azerbaijan vẫn chưa giải quyết được cuộc xung đột này với Armenia. Từ khi cuộc chiến chấm dứt, Azerbaijan đã mất quyền kiểm soát 14% lãnh thổ gồm cả Nagorno-Karabakh. Vì cuộc xung đột này, cả hai nước đều phải đối đầu với những vấn đề người tị nạn và tình trạng chuyển dịch chỗ ở trong nước cũng như các khó khăn kinh tế.

### Thời kỳ cai trị của gia đình Aliyev (1993 - nay)
Cựu lãnh đạo Xô viết người Azerbaijan Heydar Aliyev đã tìm cách khai thác nguồn tài nguyên dầu mỏ phong phú tại Baku. Dù Aliyev đã cố gắng giảm tối đa số lượng người thất nghiệp trong nước, nguồn thu từ dầu mỏ vẫn chủ yếu rơi vào tay tầng lớp trên. Aliyev dần tỏ ra độc tài và đã rạo ra sự sùng bái cá nhân chính ông. Những đối thủ chính trị bị giam giữ và tự do ngôn luận bị hạn chế. Tình hình chính trị Azerbaijan vẫn trong tình trạng căng thẳng, ngay cả sau khi Aliyev, khi gần chết, đã lựa chọn con trai là Ilham trở thành ứng cử viên tổng thống duy nhất của Đảng ông. Các lực lượng đối lập bất mãn với kiểu kế tục triều đình này và đang kêu gọi thành lập một chính phủ dân chủ hơn.
Ilham Aliyev, con trai của Heydar, trở thành chủ tịch Đảng New Azerbaijan đồng thời là Tổng thống Azerbaijan khi cha ông qua đời năm 2003. Ông tái đắc cử nhiệm kỳ tổng thống thứ ba vào tháng 10 năm 2013. Vào tháng 4 năm 2018, Tổng thống Ilham Aliyev lại tiếp tục đắc cử nhiệm kỳ thứ tư liên tiếp của mình trong cuộc bầu cử bị các đảng đối lập chính tẩy chay vì cho là gian lận. Vào ngày 27 tháng 9 năm 2020, các cuộc đụng độ mới trong cuộc xung đột Nagorno-Karabakh chưa được giải quyết tái diễn dọc theo Đường liên lạc Nagorno-Karabakh. Cả lực lượng vũ trang của Azerbaijan và Armenia đều báo cáo thương vong về quân sự và dân sự. Thỏa thuận ngừng bắn Nagorno-Karabakh và sự kết thúc của cuộc chiến kéo dài sáu tuần giữa Azerbaijan và Armenia đã được ăn mừng rộng rãi ở Azerbaijan, vì quân đội quốc gia này đã giành được những lãnh thổ đáng kể.. Mặc dù nền kinh tế đã được cải thiện nhiều, đặc biệt với việc khai thác mỏ dầu Azeri–Chirag–Guneshli và mỏ khí đốt Shah Deniz, sự cai trị của gia đình Aliyev vẫn bị chỉ trích do gian lận bầu cử, trình độ kinh tế bất bình đẳng ở mức độ cao  và tham nhũng trong nước. Vào tháng 9 năm 2023, Azerbaijan phát động một cuộc tấn công chống lại Cộng hòa Artsakh ly khai ở Nagorno-Karabakh, dẫn đến việc giải thể và tái nhập Artsakh vào ngày 1 tháng 1 năm 2024 và khiến gần như toàn bộ người dân tộc Armenia phải rời bỏ khu vực.

## Chính trị

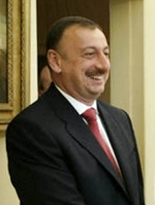
Ilham Aliyev, tổng thống hiện tại của Azerbaijan.

Các biểu tượng Nhà nước của Cộng hòa Azerbaijan, theo Điều 23 của Hiến pháp, gồm: cờ, quốc huy và quốc ca.
Azerbaijan là một nền Cộng hòa tổng thống. Lãnh đạo nhà nước và lãnh đạo chính phủ tách rời khỏi cơ cấu lập pháp của đất nước. Người dân bầu tổng thống với nhiệm kỳ năm năm. Tổng thống chỉ định tất cả quan chức nội các. Một Quốc hội với năm mươi thành viên chịu trách nhiệm làm luật. Azerbaijan áp dụng quyền phổ thông đầu phiếu cho mọi công dân từ 18 tuổi trở lên.
Sau cuộc bầu cử tổng thống ngày 15 tháng 10 năm 2003, một thông báo chính thức của Ủy ban Bầu cử Trung ương (CEC) cho thấy İsa Qambar — lãnh đạo khối đối lập lớn nhất, Bizim Azərbaycan ("Azerbaijan của chúng ta") — được 14% số phiếu bầu đứng thứ hai. Thứ ba với 3.6% là Lala Shevket, lãnh đạo Phong trào Thống nhất Quốc gia, người phụ nữ đầu tiên ra ứng cử trong một cuộc bầu cử tổng thống tại Azerbaijan. Tuy nhiên, Tổ chức An ninh và Hợp tác châu Âu (OSCE), Hội đồng châu Âu, Human Rights Watch và các tổ chức quốc tế khác, cũng như các tổ chức chính trị độc lập trong nước và các Tổ chức Phi Chính phủ đã lên tiếng lo ngại về sự gian lận quan sát thấy trong cuộc bầu cử và quá trình kiểm phiếu nhiều thiếu sót.
Nhiều tổ chức độc lập trong nước và quốc tế từng quan sát và giám sát trực tiếp hay gián tiếp cuộc bầu cử đã tuyên bố Isa Gambar là người chiến thắng trong cuộc bầu cử ngày 15 tháng 10. Một quan điểm khác được nhiều tổ chức quốc tế tán thành cho rằng thực tế một cuộc bầu cử vòng hai đáng lẽ đã phải diễn ra giữa hai ứng cử viên đối lập chính là Isa Gambar và Lala Shevket.
Trích dẫn
... chính phủ đã can thiệp sâu vào quá trình tranh cử tạo thuận lợi cho Thủ tướng Ilham Aliev, con trai của Tổng thống đương nhiệm Heidar Aliev. Chính phủ đã sắp xếp Hội đồng Bầu cử Trung ương và các Hội đồng bầu cử địa phương bằng người ủng hộ mình, và ngăn cấp các tổ chức phi chính phủ giám sát cuộc bầu cử. Khi cuộc bầu cử tới gần, các quan chức chính phủ đã công khai đứng về phía Ilham Aliev, liên tục ngăn cản các cuộc tuần hành của phe đối lập và cố gắng ngăn cản sự tham gia của công chúng vào các sự kiện do phe đối lập tổ chức. Trong một số trường hợp, các quan chức địa phương đã đóng cửa tất cả đường sá dẫn tới thị trấn trong những cuộc tuần hành của phe đối lập, hay kéo dài thời gian làm việc và học tập, thậm chí tuyên bố bắt đi làm việc vào Chủ nhật để ngăn cản người dân tham gia vào các cuộc tuần hành.|Human Rights Watch
Azerbaijan đã tổ chức bầu cử quốc hội ngày Chủ nhật mùng 6 tháng 11 năm 2005.
Azerbaijan đã được bầu trở thành một trong những thành viên mới nhất của Hội đồng Nhân quyền (HRC) mới được thành lập bởi Đại hội đồng ngày 9 tháng 5 năm 2006. Nhiệm kỳ sẽ bắt đầu từ ngày 19 tháng 6 năm 2006.

## Quân đội
Các lực lượng vũ trang quốc gia được trang bị hiện đại của Azerbaijan được hình thành theo nghị định của Tổng thống vào tháng 10 năm 1991. Các Lực lượng Vũ trang Azerbaijan gồm bốn nhánh quân sự: lục quân, không quân, hải quân, lực lượng phòng không và bốn tiểu nhánh vệ binh quốc gia, vệ binh nội vụ, biên phòng và bảo vệ bờ biển.

## Khu vực hành chính
Azerbaijan được chia thành 59 quận rayons (rayonlar, số ít rayon), 11 thành phố (şəhərlər, số ít şəhər), và 1 Cộng hòa tự trị (muxtar respublika), Nakhchivan. Chính Nakhchivan cũng được chia thành bảy rayons và một thành phố. Thành phố Baku là thủ đô Azerbaijan.

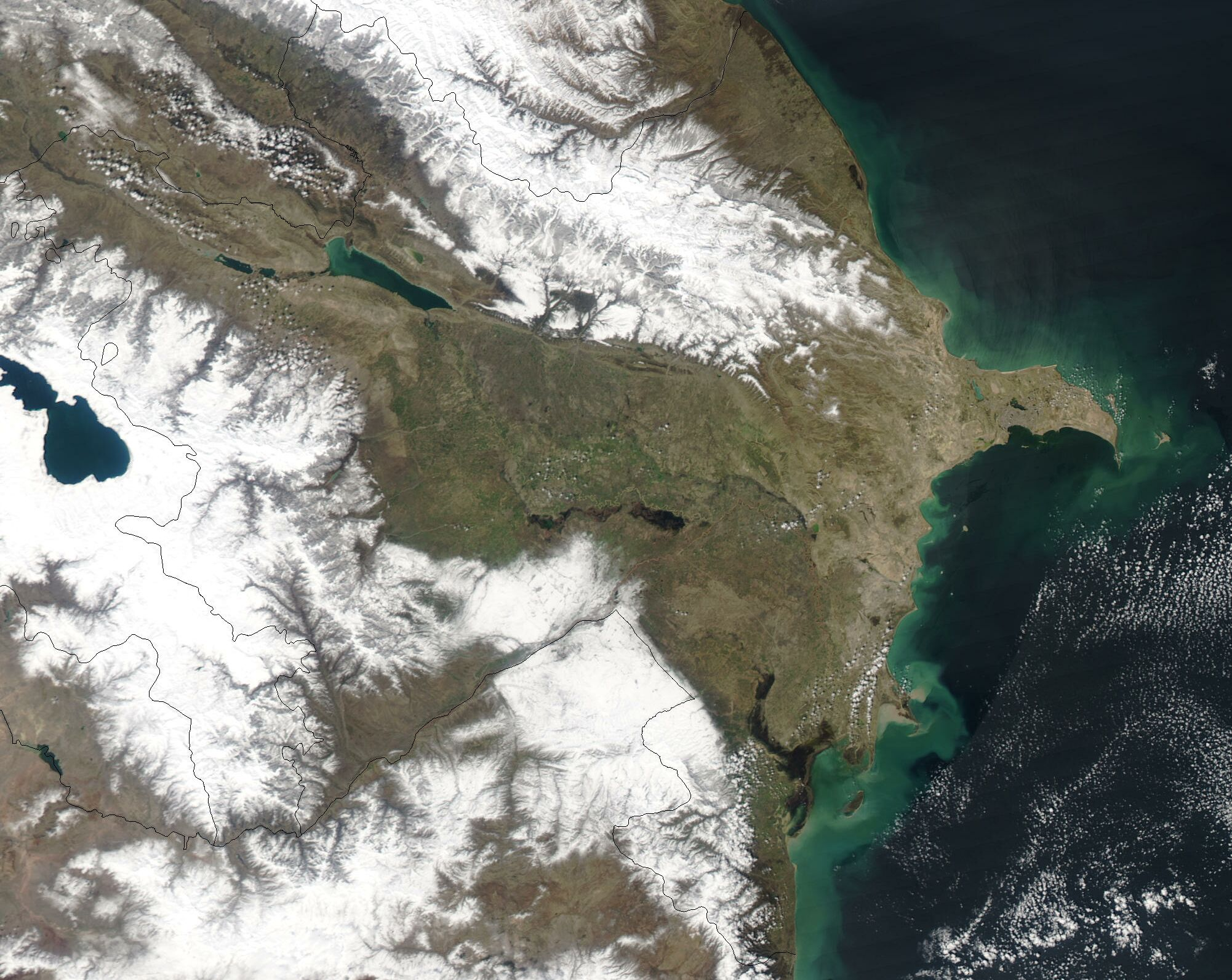
Ảnh vệ tinh Azerbaijan của NASA.

## Địa lý

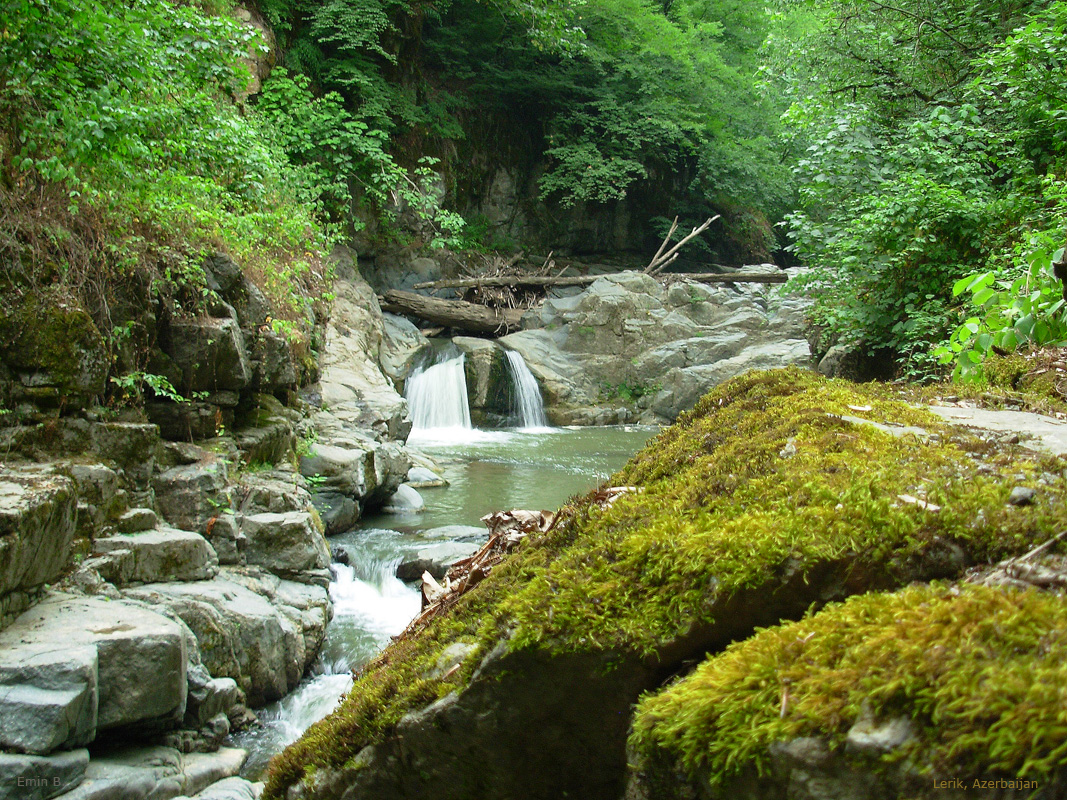
Thiên nhiên Azerbaijan

Azerbaijan có chín trong mười một vùng khí hậu. Đây là quốc gia khô cằn, khô và khí hậu cận nhiệt đới với mùa hè nóng và mùa đông ôn hoà. Nhiệt độ thay đổi theo mùa và theo vùng. Ở vùng đất thấp phía tây nam, nhiệt độ trung bình là 6 °C (43 °F) vào mùa đông và 26 °C (79 °F) vào mùa hè — dù nhiệt độ tối đa thông thường ban ngày có thể tới 32 °C (90 °F). Ở những rặng núi phía bắc và phía tây nhiệt độ trung bình 12 °C (54 °F) vào mùa hè và −9 °C (16 °F) vào mùa đông.
Lượng mưa hàng năm trên hầu hết đất nước thay đổi trong khoảng từ 200 mm (8 in) tới 400 mm (16 in) và nói chung ở mức thấp nhất phía đông bắc. Tuy nhiên, ở vùng viễn đông nam khí hậu ẩm hơn và lượng mưa hàng năm có thể cao tới 1.300 mm (51 in). Trên hầu hết đất nước, những giai đoạn ẩm nhất là vào mùa xuân và mùa thu, mùa hè khô nhất.

## Kinh tế
Kinh tế Azerbaijan chủ yếu dựa vào công nghiệp. Các ngành công nghiệp gồm chế tạo máy, dầu mỏ và các ngành khai mỏ khác, lọc dầu, các sản phẩm dệt may và chế biến hóa chất. Nông nghiệp chiếm một phần ba nền kinh tế Azerbaijan. Đa số các nông trang nhà nước đã được tưới tiêu. Tại các vùng đất thấp, nông dân chủ yếu canh tác các loại cây bông, cây ăn quả, lúa gạo, chè, thuốc lá, và nhiều loại rau. Tằm được nuôi để sản xuất tơ tự nhiên cho ngành may mặc. Những người chăn thả gia súc Azerbaijan nuôi gia súc, cừu và dê gần các rặng núi. Hải sản, gồm trứng cá muối và cá khai thác từ Biển Caspia. Azerbaijan có nền kinh tế rất năng động, chủ yếu nhờ dầu khí, và tổng sản phẩm quốc nội (GDP) nước này tăng vọt 34.5% để đạt tới 20.6 tỷ dollar năm 2006, biến nước này thành nền kinh tế tăng trưởng nhanh nhất thế giới trong hai năm liên tục. GDP trên đầu người tăng 33% đạt $5,739. Tăng trưởng GDP năm 2007 được dự đoán trong khoảng 18% tới 22%.
Tính đến năm 2016, GDP của Azerbaijan đạt 35.686 USD, đứng thứ 96 thế giới và đứng thứ 32 châu Âu.

## Nhân khẩu
| Tôn giáo tại Azerbaijan | Tôn giáo tại Azerbaijan | Tôn giáo tại Azerbaijan | Tôn giáo tại Azerbaijan | Tôn giáo tại Azerbaijan |
| ----------------------- | ----------------------- | ----------------------- | ----------------------- | ----------------------- |
|                         |                         |                         |                         |                         |
| Hồi giáo                | Hồi giáo                |                         | 97.4%                   | 97.4%                   |
| Cơ đốc giáo             | Cơ đốc giáo             |                         | 1.1%                    | 1.1%                    |
| Không tôn giáo          | Không tôn giáo          |                         | 1.0%                    | 1.0%                    |
| Khác                    | Khác                    |                         | 0.5%                    | 0.5%                    |

Azerbaijan có dân số 9.2 triệu người, 91.6% trong số đó là người Azerbaijan (cũng được gọi là Azeris; con số cuộc điều tra dân số năm 2009). Sắc tộc đứng thứ hai là người Nga, hiện họ chiếm khoảng 1.8% dân số, đa số người Nga đã di cư khỏi nước này từ khi độc lập. Nhiều người Dagestan sống quanh biên giới với Dagestan. Các sắc tộc chính là Lezgis, Avar và Tsakhur. Các nhóm nhỏ hơn gồm Budukh, Udi, Kryts và Khinalug hay Ketsh quanh làng Xinalıq.
Tại Azerbaijan cũng có nhiều nhóm sắc tộc nhỏ hơn khác như Georgians, Kurds, Talysh, Tatars và Ukraina. Một số người cho rằng số lượng người Talysh lớn hơn con số chính thức, bởi nhiều người trong số họ bị coi là người Azerbaijan. Người Do Thái miền núi (Mountain Jews) sống quanh thị trấn Quba ở miền bắc, cũng có mặt tại Dagestan. Nhiều người Do Thái đã di cư về Israel trong những năm gần đây, dù khuynh hướng này đã giảm bớt và thậm chí đảo ngược. Số lượng người Armenia khá lớn ở nước này đã di cư về Armenia và các nước khác với sự bùng nổ của cuộc xung đột Armenian-Azeri về vùng Nagorno-Karabakh. Trong giai đoạn này, Azerbaijan cũng tiếp nhận số lượng lớn người Azerbaijan bỏ chạy khỏi Armenia và Nagorno-Karabakh cũng như các tỉnh bị chiếm đóng Armenia. Rõ ràng tất cả người Armenia tại Azerbaijan hiện sống trong vùng ly khai Nagorno-Karabakh.

### Tôn giáo
93.4% người Azerbaijan là tín đồ Hồi giáo và đa số họ thuộc dòng Twelver Shia. Số người này chiếm hơn 85% tín đồ Hồi giáo. Các tôn giáo hay đức tin khác được nhiều người theo là Hồi giáo Sunni, Nhà thờ Tông đồ Armenia (tại Nagorno-Karabakh), Nhà thờ Chính thống Nga, và nhiều nhánh Thiên chúa giáo cũng như Hồi giáo khác. Người Do Thái miền núi tại Quba, cũng như hàng ngàn người Do Thái Ashkenazim tại Baku, theo Do Thái giáo. Theo truyền thống, các làng quanh Baku và vùng Lenkoran được coi là cứ địa của dòng Shi'ism, và tại một số vùng phía bắc nơi sinh sống của người Dagestan Sunni, phái Salafi được nhiều người theo. Phong tục dân gian Hồi giáo rất phổ biến, nhưng chưa có một phong trào Sufi được tổ chức.

## Văn hoá

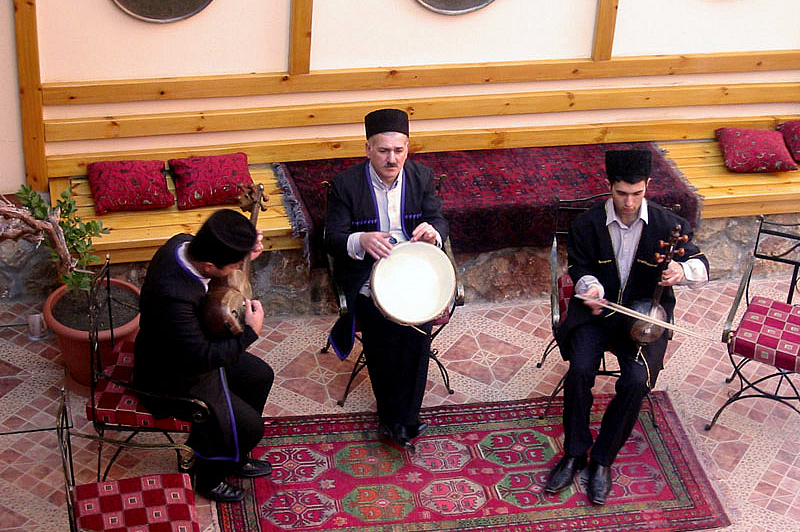
Các nhạc công Azeri truyền thống

Ngôn ngữ chính thức của Azerbaijan là tiếng Azerbaijan, một thành viên trong phân nhánh Oghuz của ngữ hệ Turk, và được khoảng 95% dân số sử dụng, cũng như khoảng một phần tư dân số Iran. Những ngôn ngữ có quan hệ gần nhất với tiếng Azerbaijan là tiếng Thổ Nhĩ Kỳ, Turkmen, và Gagauz. Vì chính sách ngôn ngữ của Liên bang Xô viết, tiếng Nga cũng được sử dụng nhiều như một ngôn ngữ thứ hai đối với dân cư thành thị. Azerbaijan đã nộp hồ sơ xin đăng cai Thế vận hội Mùa hè 2016, với Baku sẽ là thành phố tổ chức, nhưng cuối cùng thất bại trước Rio de Janeiro của Brasil.